# Café-Konditorei Fürst

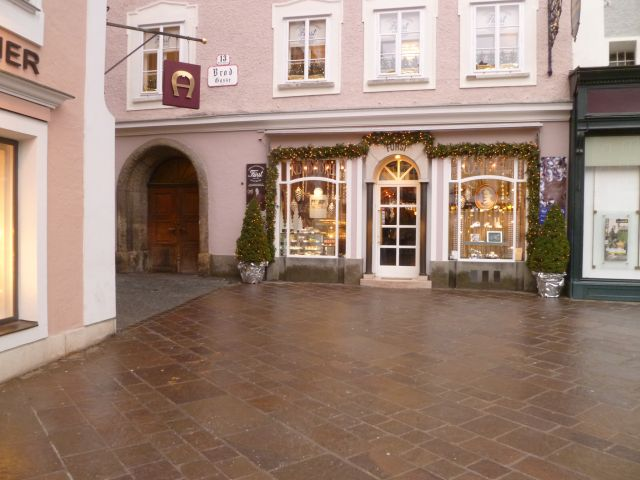
Café-Konditorei Fürst

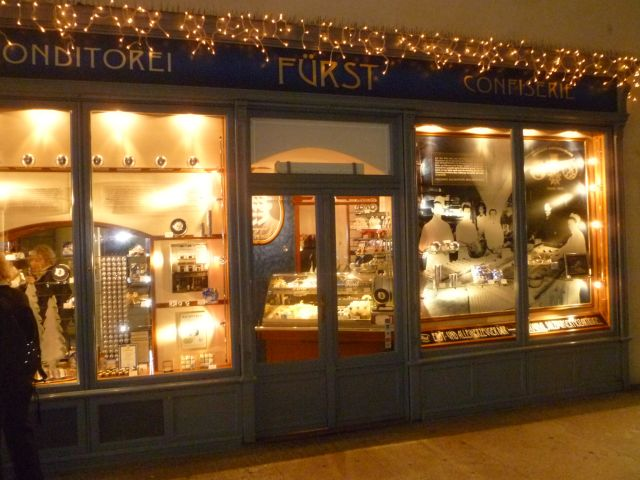
Verkaufsladen der Café-Konditorei Fürst im Ritzerbogen

Die Café-Konditorei Fürst ist ein Café mit eigener Konditorei in der Altstadt von Salzburg. Sie wurde berühmt durch die Kreation der Mozartkugel durch Paul Fürst. 

## Geschichte
Der Konditor Paul Fürst hatte in Wien, Budapest, Nizza und Paris sein Handwerk gelernt. In Salzburg befanden sich in den Räumen der späteren Konditorei eine Niederlage der Schiderschen Brennerei sowie ein Juweliergeschäft. Hier eröffnete Fürst seine „Conditorei“ im November 1884 mit Backstube und einem Verkaufsladen. Bereits bei der Geschäftsgründung wurde eine Vielzahl von Konditorei-Produkten angeboten. Im Jahr 1890 kreierte er die sogenannte Mozartkugel (ursprünglich Mozart-Konfekt). Auf der Internationalen Gewerbeausstellung in Paris wurde diese 1905 mit einer Goldmedaille ausgezeichnet. 
Zu diesem Produkt ist in den vergangenen Jahren eine breite Palette weiterer Süßigkeiten hinzugekommen, deren Benennungen eine Beziehung zu Salzburger Berühmtheiten aufweisen (u. a. „Doppler Kon(E)fekt“, „Paris Lodron Trüffel“, „Wolf Dietrich Block“ oder „Bach-Würfel“, letzterer ist allerdings in weinseliger Laune von den Mitgliedern der Salzburger Bachgesellschaft ausgedacht, aber dann von dem Konditor Fürst in eine Süßigkeit umgesetzt worden).
Diese neue Geschäftsidee, Konfekts mit einem Salzburger Bezug herzustellen, hat bei Salzburger Einheimischen und vor allem den Touristen so stark eingeschlagen, dass in Salzburg nun weitere Verkaufsgeschäfte für die Fürst‘schen Erzeugnisse und auch ein zweites Café Fürst auf dem Mirabellplatz 5 eröffnet wurden. Auch heute noch werden von der Familie Fürst nach der ursprünglichen Rezeptur die „Original Mozart Kugeln“ in einem handwerklichen Verfahren hergestellt.

## Lage
Das Stammhaus befindet sich in der Altstadt von Salzburg in der Brodgasse 13 nahe dem Alten Markt, mit Blick auf das Café Tomaselli.